# 沃靈頓 (佛羅里達州)
沃林頓（英語：Warrington）是位於美國佛羅里達州艾斯康比亞縣的一個人口普查指定地區。

## 地理
沃林頓的座標為30°23′09″N 87°17′23″W / 30.38583°N 87.28972°W，而該地最高點為海拔高度16米（即52英尺）。

## 人口
根據2010年美國人口普查的數據，沃林頓的面積為23.00平方千米，當中陸地面積為17.90平方千米，而水域面積為5.10平方千米。當地共有人口14531人，而人口密度為每平方千米631人。